# Brehmers duif
De Brehmers duif (Turtur brehmeri) is een vogel uit de familie Columbidae. Deze vogel is genoemd naar zijn Duitse ontdekker Brehmer die handelaar was in Gabon. 

## Verspreiding en leefgebied
Deze soort komt voor in in westelijk en centraal Afrika en telt twee ondersoorten:
- T. b. infelix: van Guinee en Sierra Leone tot Kameroen.
- T. b. brehmeri: van zuidelijk Kameroen tot oostelijk Congo-Kinshasa en noordwestelijk Angola.